# Vicariato apostolico di Harar
Il vicariato apostolico di Harar (in latino: Vicariatus Apostolicus Hararensis) è una sede della Chiesa cattolica in Etiopia immediatamente soggetta alla Santa Sede. Nel 2022 contava 25.000 battezzati su 7.786.000 abitanti. È retto dal vescovo Angelo Pagano, O.F.M.Cap.

## Territorio
Il vicariato apostolico comprende i seguenti territori dell'Etiopia: l'intera regione di Harar, l'intera regione di Somali ad eccezione delle zone di Afder e Liben; la città autonoma di Dire Daua; l'estrema parte orientale della regione di Oromia; e parte della zona 1 della regione di Afar.
Sede del vicariato è la città di Harar, dove si trova la procattedrale del Santo Nome di Maria.
Il territorio è suddiviso in 14 parrocchie.

## Storia
Il vicariato apostolico dei Galla fu eretto il 4 maggio 1846 con il breve Pastoralis muneris di papa Gregorio XVI, ricavandone il territorio dalla prefettura apostolica di Abissinia (oggi soppressa). Esso aveva giurisdizione anche sulle missioni cattoliche d'Arabia, sulla riva opposta del golfo di Aden.
Il 4 maggio 1888 cedette la porzione di territorio oltremare a vantaggio dell'erezione del vicariato apostolico di Aden (oggi vicariato apostolico dell'Arabia meridionale).
Nel 1907 il vicariato apostolico era suddiviso in tre distretti missionari con sede a Harar, Addis Abeba e Caffa, per un totale di circa 19.000 fedeli.
Il 28 gennaio 1913 e il 28 aprile 1914 cedette porzioni del suo territorio a vantaggio dell'erezione rispettivamente delle prefetture apostoliche di Caffa meridionale (oggi vicariato apostolico di Nekemte) e di Gibuti (oggi diocesi).
Il 25 marzo 1937 ha ceduto un'altra porzione di territorio a vantaggio dell'erezione della prefettura apostolica di Neghelli (oggi vicariato apostolico di Auasa). Contestualmente, in forza della bolla Quo in Aethiopia di papa Pio XI, ha cambiato nome in favore di vicariato apostolico di Harar, il cui territorio fu fatto coincidere con quello del governatorato di Harar. Il governo italiano espulse i missionari francesi dall'Etiopia, fra cui il vicario apostolico padre Jarosseau, ma il padre Lucas Lombard, che era stato prefetto apostolico di Gibuti, ebbe il permesso di continuare insieme ai cappuccini italiani la sua missione fra i Galla, che aveva dato numerose conversioni.
Il 6 marzo 1980 ha ceduto ancora una porzione di territorio a vantaggio dell'erezione della prefettura apostolica di Meki (oggi vicariato apostolico).

## Cronotassi dei vescovi
Si omettono i periodi di sede vacante non superiori ai 2 anni o non storicamente accertati.
- Guglielmo Massaia, O.F.M.Cap. † (12 maggio 1846 - 23 maggio 1880 dimesso)
- Louis-Taurin Cahagne, O.F.M.Cap. † (23 maggio 1880 succeduto - 1º settembre 1899 deceduto)
- André-Marie-Elie Jarosseau, O.F.M.Cap. † (6 aprile 1900 - 2 settembre 1937 dimesso)
- Leone Giacomo Ossola, O.F.M.Cap. † (22 settembre 1937 - 19 ottobre 1943 nominato amministratore apostolico di Novara)
  - Sede vacante (1943-1955)
- Urbain-Marie Person, O.F.M.Cap. † (3 luglio 1955 - 4 dicembre 1981 ritirato)
  - Sede vacante (1981-1992)
- Woldetensaé Ghebreghiorghis, O.F.M.Cap. (21 dicembre 1992 - 16 aprile 2016 ritirato)
- Angelo Pagano, O.F.M.Cap., dal 16 aprile 2016

## Statistiche
Il vicariato apostolico nel 2022 su una popolazione di 	7.786.000 persone contava 25.000 battezzati, corrispondenti allo 0,3% del totale.
| anno | popolazione | popolazione | popolazione | presbiteri | presbiteri | presbiteri | presbiteri                | diaconi | religiosi | religiosi | parrocchie |
| anno | battezzati  | totale      | %           | numero     | secolari   | regolari   | battezzati per presbitero | diaconi | uomini    | donne     | parrocchie |
| ---- | ----------- | ----------- | ----------- | ---------- | ---------- | ---------- | ------------------------- | ------- | --------- | --------- | ---------- |
| 1950 | 7.756       | 2.000.000   | 0,4         | 15         | 14         | 1          | 517                       |         |           | 31        |            |
| 1970 | 9.800       | 2.250.000   | 0,4         | 20         | 9          | 11         | 490                       |         | 22        | 60        |            |
| 1980 | 15.300      | 2.913.000   | 0,5         | 38         | 5          | 33         | 402                       |         | 47        | 69        | 3          |
| 1990 | 12.750      | 3.812.000   | 0,3         | 14         | 3          | 11         | 910                       |         | 20        | 52        | 14         |
| 1999 | 21.150      | 5.026.000   | 0,4         | 18         | 1          | 17         | 1.175                     |         | 19        | 56        | 17         |
| 2000 | 23.115      | 5.700.000   | 0,4         | 22         | 2          | 20         | 1.050                     |         | 26        | 63        | 19         |
| 2001 | 23.000      | 5.700.000   | 0,4         | 24         | 5          | 19         | 958                       |         | 25        | 63        | 20         |
| 2002 | 23.175      | 5.700.000   | 0,4         | 26         | 6          | 20         | 891                       |         | 26        | 63        | 19         |
| 2003 | 23.200      | 5.700.000   | 0,4         | 26         | 6          | 20         | 892                       |         | 8         | 31        | 19         |
| 2004 | 23.210      | 5.700.000   | 0,4         | 26         | 6          | 20         | 892                       |         | 26        | 63        | 20         |
| 2007 | 23.200      | 5.921.000   | 0,4         | 21         | 8          | 13         | 1.104                     | 1       | 25        | 61        | 21         |
| 2010 | 23.600      | 5.810.500   | 0,4         | 27         | 12         | 15         | 874                       |         | 17        | 48        | 18         |
| 2014 | 21.510      | 6.453.000   | 0,3         | 14         | 14         |            | 1.536                     |         |           | 43        | 18         |
| 2017 | 22.479      | 6.976.000   | 0,3         | 25         | 12         | 13         | 899                       |         | 13        | 34        | 18         |
| 2020 | 24.000      | 7.454.370   | 0,3         | 26         | 16         | 10         | 923                       |         | 14        | 32        | 15         |
| 2022 | 25.000      | 7.786.000   | 0,3         | 14         | 14         |            | 1.785                     |         | 4         | 32        | 14         |